# Osa (miasto)
Osa (ros. Оса) – miasto w Kraju Permskim Rosji.
Leży nad rzeką Kamą, na lewym brzegu Botkińskiego Wodochraniliszcza, przy ujściu do niego rzeki Tułwy.
Założona w 1591 roku, prawa miejskie posiada od 1737 roku. Liczy około 23 000 mieszkańców (2005).